# Romeoland
Romeoland è il terzo album in studio del rapper statunitense Lil' Romeo, pubblicato nel 2004.

## Tracce
1. Romeoland (Skit) – 1:21
2. Whoodihoop – 3:45
3. My Cinderella – 3:38
4. The One – 4:01
5. My Girlfriend (featuring Intanya) – 3:05
6. Missin You – 3:57
7. Bobblehead (featuring Lil' D of Rich Boyz) – 3:43
8. Rich Boyz (featuring Rich Boyz) – 3:04
9. Let Me Shine (featuring Master P) – 3:58
10. Like You (Skit) (featuring Hercy) – 0:13
11. Can't Stop Us (featuring Rich Boyz) – 3:41
12. My Crush (Skit) – 0:47
13. So Fly (featuring Intanya) – 2:34
14. If I Cry (featuring Intanya, Tata and Young V of Rich Boyz) – 3:45
15. Stomped Out (hidden track) – 2:25